# 靶機

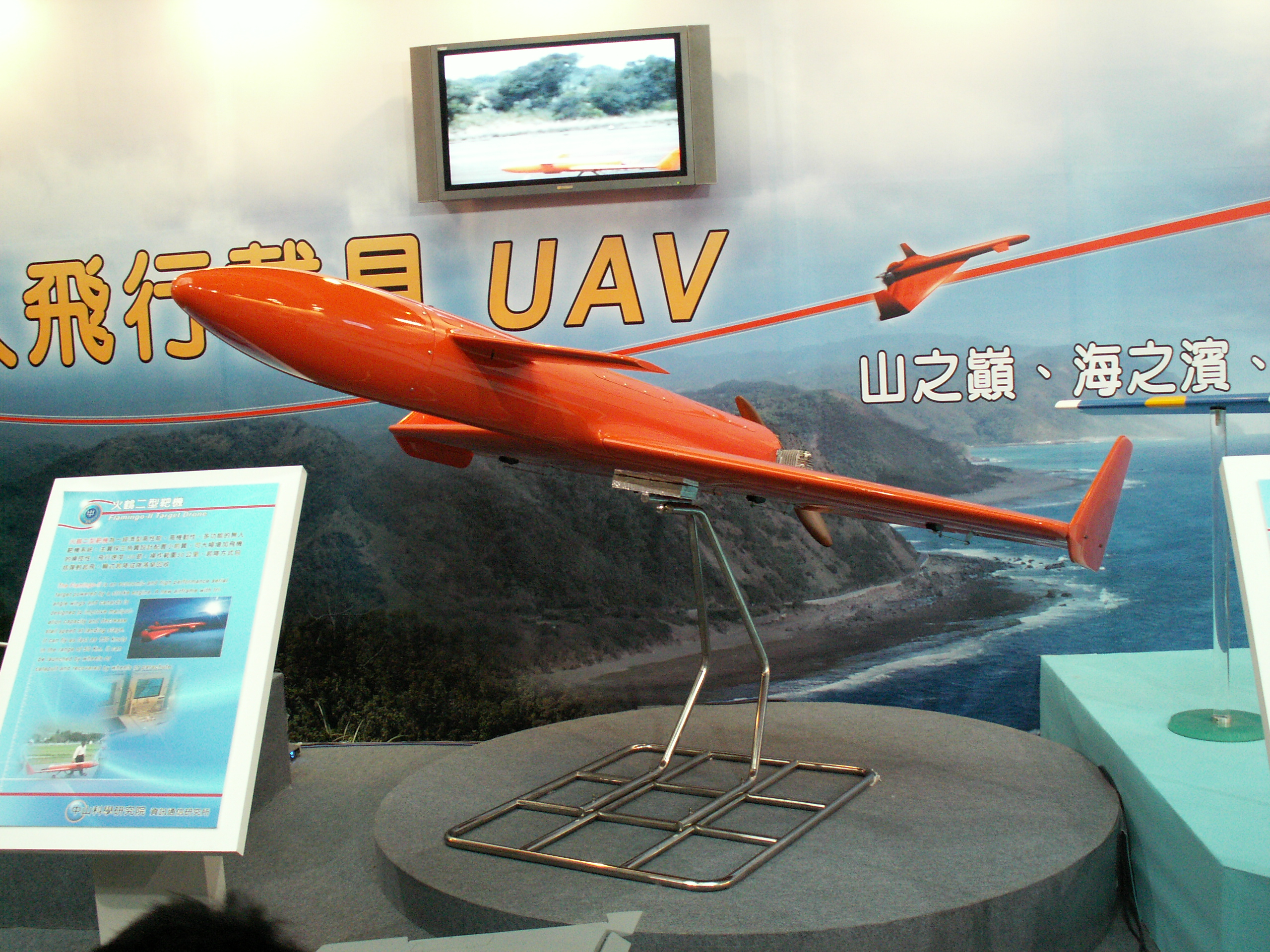
中山科學研究院火鶴二型靶機

靶機（target drone）在廣義上，是作為射擊訓練目標的一種軍用航空器（軍機），為利用遙控器或者是預先設定好的飛行路徑與模式，於軍事演習或者武器射擊測試時模擬敵軍之飛行器或來襲飛彈，為各類型火炮或飛彈系統提供假想的目標與射擊的機會，屬於無人飛機的一種。

## 分類
靶機的來源有三種類型：簡單改裝的遙控飛機、特殊設計的專門飛行器以及大幅改裝的退役軍用航空器。

### 遙控飛機改裝
這是最簡單的一種靶機型態。利用市面上很容易取得的遙控飛機，經過改裝之後作為訓練用靶機。這一類靶機的取得成本低，適合大量使用的需求，但是性能以及能夠模擬的目標種類非常有限。

### 特殊設計
特殊設計的靶機可以說是一種軍用版的遙控模型飛機的體型放大版。這一類靶機性能比較接近軍用飛行器，包括飛機與飛彈，能夠模擬多種目標與飛行狀態，提供較為接近真實的訓練目標。然而特殊設計的靶機取得成本也較高，操作上也較為複雜，因此這一類靶機多具備回收能力，以便重複使用。
除了模擬戰機之外，這種靶機也能夠模擬不同種類的飛彈，像是反艦飛彈等。

### 退役軍機改裝
退役或者是封存的軍用飛機到了一定的年限，還是要報廢、成為垃圾。除了捐獻機上可用的系統之外，另外一個適用的場合就是作為靶機。在成為靶機前，這些軍用機必須先經過改裝，將遙控指揮設備安裝到飛機上，許多機種仍維持飛行員控制的部分，以便進行系統測試和驗證。
退役軍機改裝後的靶機是最接近一般軍用機的型態，提供與真實環境非常接近的模擬環境，而且這些靶機因為內部空間較大，足以負擔較多複雜的電子設備，也可以進行較為複雜的模擬，譬如多機編隊。可是這種靶機的取得必須依靠退役的軍機，來源比較不穩定，取得與使用成本高，同時只能模擬特定的軍用機，無法模擬各類飛彈。但是這種靶機是訓練價值極高的一種選擇。
美國空軍與中國人民解放軍空軍分別將退役的F-4、F-16與殲-6改裝為靶機，並且投入演習。